# Ville-sur-Tourbe
Ville-sur-Tourbe est une commune française, située dans le département de la Marne en région Grand Est.

## Géographie
Ville-sur-Tourbe est située dans le nord-est de la Marne. Le village se trouve au sud du territoire communal et est arrosé par la Tourbe, qui se jette dans l'Aisne dans la commune voisine de Servon-Melzicourt. Au nord du village on trouve l'étang de Ville et au nord-est le bois de Ville. Les routes départementales 982 et 66 traversent Ville-sur-Tourbe.
|          | Cernay-en-Dormois | Servon-Melzicourt |
| Massiges | Ville-sur-Tourbe  |                   |
| Virginy  |                   | Malmy             |

### Hydrographie
La commune est dans la région hydrographique « la Seine du confluent de l'Oise (inclus) à l'embouchure » au sein du bassin Seine-Normandie. Elle est drainée par la Tourbe, le ruisseau de Saint-Gilles, le ruisseau des Sugnons et le canal de la Tourbe,.
La Tourbe, d'une longueur de 21 km, prend sa source dans la commune de Somme-Tourbe et se jette  dans divers bras de la Tourbe à Servon-Melzicourt, après avoir traversé dix communes. 

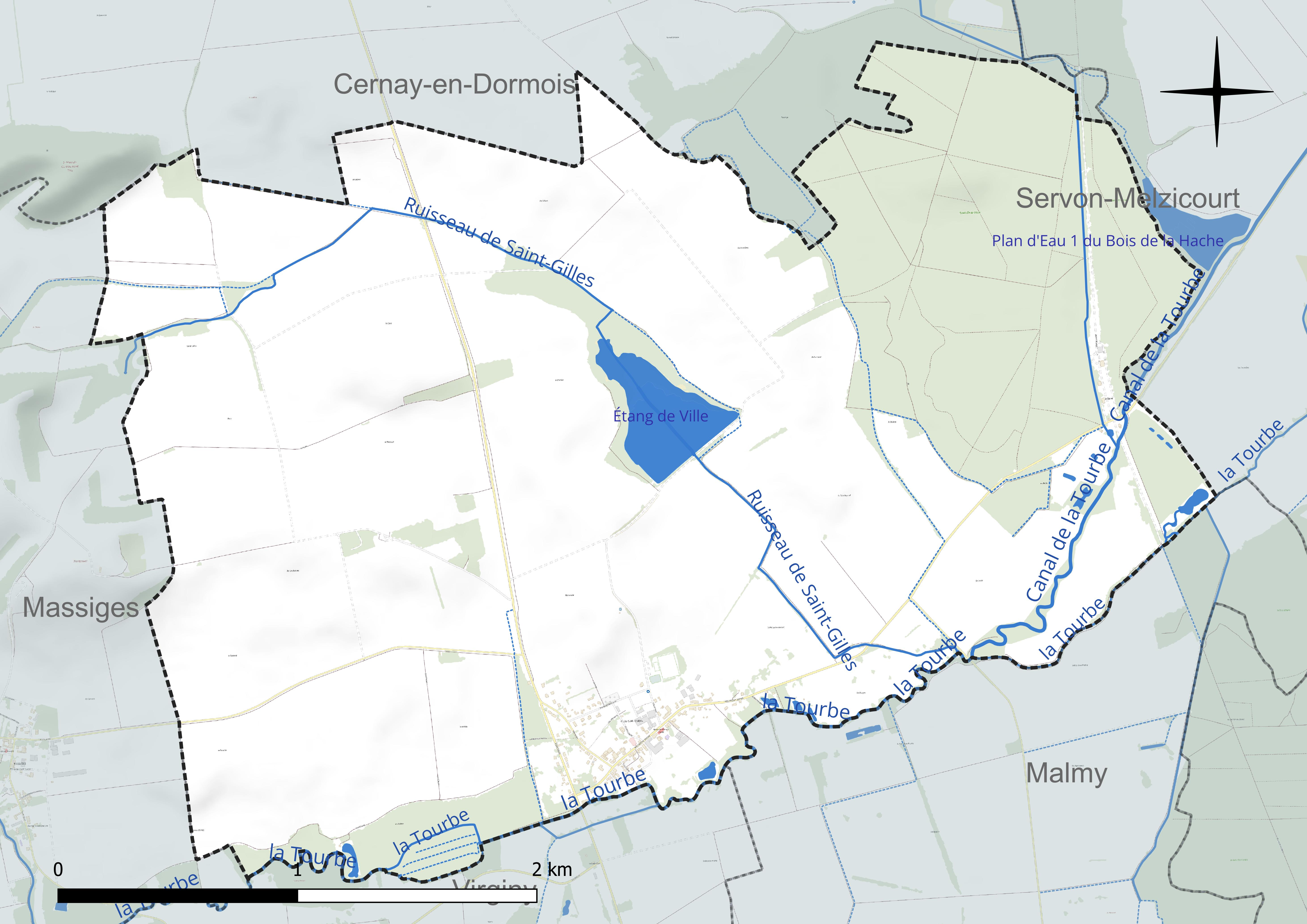
Réseau hydrographique de Ville-sur-Tourbe.

Un plan d'eau complète le réseau hydrographique : l'étang de Ville (15,2 ha),.

### Climat
Pour des articles plus généraux, voir Climat du Grand Est et Climat de la Marne.
En 2010, le climat de la commune est de type climat des marges montargnardes, selon une étude du Centre national de la recherche scientifique s'appuyant sur une série de données couvrant la période 1971-2000. En 2020, Météo-France publie une typologie des climats de la France métropolitaine dans laquelle la commune est exposée à un climat océanique altéré et est dans la région climatique  Nord-est du bassin Parisien, caractérisée par un ensoleillement médiocre, une pluviométrie moyenne régulièrement répartie au cours de l’année et un hiver froid (3 °C). 
Pour la période 1971-2000, la température annuelle moyenne est de 10,2 °C, avec une amplitude thermique annuelle de 15,7 °C. Le cumul annuel moyen de précipitations est de 833 mm, avec 12,9 jours de précipitations en janvier et 9 jours en juillet. Pour la période 1991-2020, la température moyenne annuelle observée sur la station météorologique de Météo-France la plus proche, « Montcheutin_sapc », sur la commune de Montcheutin à 12 km à vol d'oiseau, est de 11,0 °C et le cumul annuel moyen de précipitations est de 721,9 mm. 
La température maximale relevée sur cette station est de 41,2 °C, atteinte le 25 juillet 2019 ; la température minimale est de −15,5 °C, atteinte le 20 décembre 2009,,. 
Les paramètres climatiques de la commune ont été estimés pour le milieu du siècle (2041-2070) selon différents scénarios d'émission de gaz à effet de serre à partir des nouvelles projections climatiques de référence DRIAS-2020. Ils sont consultables sur un site dédié publié par Météo-France en novembre 2022.

## Urbanisme

### Typologie
Au 1er janvier 2024, Ville-sur-Tourbe est catégorisée commune rurale à habitat dispersé, selon la nouvelle grille communale de densité à sept niveaux définie par l'Insee en 2022.
Elle est située hors unité urbaine. Par ailleurs la commune fait partie de l'aire d'attraction de Sainte-Menehould, dont elle est une commune de la couronne,. Cette aire, qui regroupe 50 communes, est catégorisée dans les aires de moins de 50 000 habitants,.

### Occupation des sols
L'occupation des sols de la commune, telle qu'elle ressort de la base de données européenne d’occupation biophysique des sols Corine Land Cover (CLC), est marquée par l'importance des territoires agricoles (72,6 % en 2018), en diminution par rapport à 1990 (73,5 %). La répartition détaillée en 2018 est la suivante : 
terres arables (66,5 %), forêts (21,4 %), prairies (5,5 %), zones humides intérieures (3,2 %), zones urbanisées (2,8 %), zones agricoles hétérogènes (0,6 %), milieux à végétation arbustive et/ou herbacée (0,1 %). L'évolution de l’occupation des sols de la commune et de ses infrastructures peut être observée sur les différentes représentations cartographiques du territoire : la carte de Cassini (XVIIIe siècle), la carte d'état-major (1820-1866) et les cartes ou photos aériennes de l'IGN pour la période actuelle (1950 à aujourd'hui).

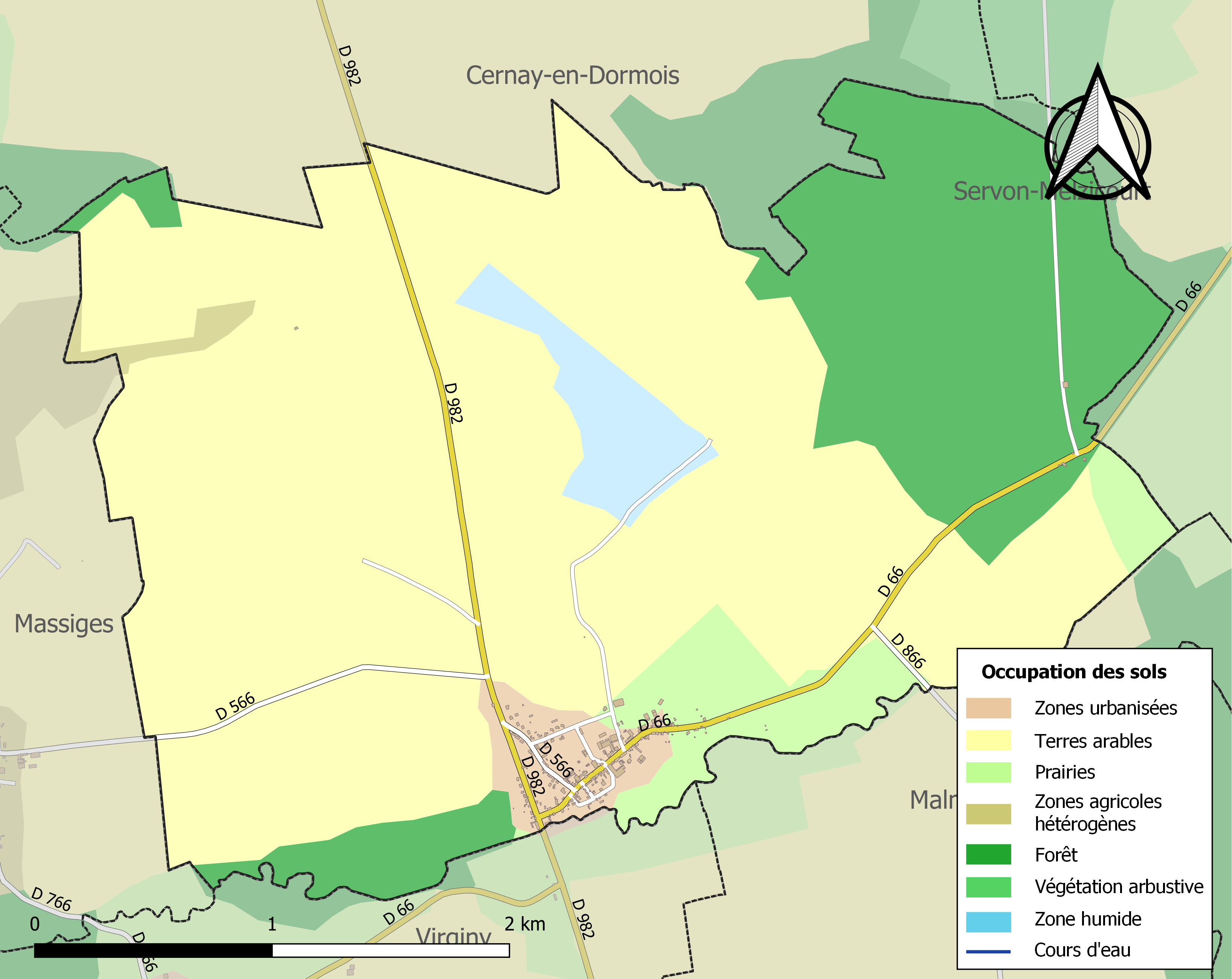
Carte des infrastructures et de l'occupation des sols de la commune en 2018 (CLC).

## Toponymie
Le nom de la localité est attesté sous les formes Villa (commencement du XIe siècle) ; Villa quæ dicitur super Turbam (1142) ; Villa super Turbam (1239) ; Vile-sur-Torbe (1261) ; Ville-sours-Tourbe (1261) ; Villa supra Turbam (1303-1312) ; Ville-sus-Tourbe (1366) ; Ville-sur-Tourbe, Ville (1389) ; Vile-sur-Tourbe (1538).

De l'oïl ville « village » et du nom de la rivière Tourbe, une rivière du département de la Marne, qui prend sa source sur la commune de Somme-Tourbe.

## Histoire
Au cours de la Révolution française, la commune porta provisoirement le nom de Val-sur-Tourbe.
Première Guerre mondiale
Après la première bataille de la Marne, le bois de Ville, une forêt située au nord-est de Ville-sur-Tourbe, au sud-ouest de Servon-Melzicourt et au nord-ouest de Bois d’Hauzy, alors occupé par le 21e régiment d'infanterie colonial fut le théâtre de durs combats en septembre 1914.
Dans la soirée du 15 mai 1915, une attaque allemande, à la suite de travaux de mine, met en difficulté les marsouins français des 3e régiment d'infanterie coloniale et 7e régiment d'infanterie coloniale, faisant de nombreux blessés, tués ou disparus dans leurs rangs, mais l'offensive est stoppée,.
Lors de l'attaque française déclenchée le 25 septembre 1915 en Champagne, le territoire de la commune de Ville-sur-Tourbe constituait la partie la plus orientale du front d'attaque. La zone était tenue par la 151e division d'infanterie (général Lanquetot), plus particulièrement par les 403e et 410e régiments d'infanterie. Ceux-ci furent décimés lors de l'assaut donné au matin du 25 septembre sans pouvoir gagner un pouce de terrain en direction de Cernay-en-Dormois. Un calvaire situé dans les champs au nord de Ville-sur-Tourbe commémore l'événement.

## Politique et administration
Ville-sur-Tourbe était le chef-lieu du canton éponyme, dans l'arrondissement de Sainte-Menehould. Dans le cadre du redécoupage cantonal de 2014 en France, la commune fait désormais partie du canton d'Argonne Suippe et Vesle.
Par décret du 29 mars 2017, l'arrondissement de Sainte-Menehould est supprimée et la commune est intégrée le 31 mars 2017 à l'arrondissement de Châlons-en-Champagne.

### Intercommunalité
La commune, antérieurement membre de la communauté de communes du canton de Ville-sur-Tourbe, est membre, depuis le 1er janvier 2014, de la CC de l'Argonne Champenoise.
En effet, conformément au schéma départemental de coopération intercommunale de la Marne du 15 décembre 2011, cette communauté de communes de l'Argonne Champenoise est issue de la fusion, au 1er janvier 2014,  de : 
- la communauté de communes du Canton de Ville-sur-Tourbe ;
- de la Communauté de communes de la Région de Givry-en-Argonne ;
- et de la Communauté de communes de la Région de Sainte-Menehould.

Les communes isolées de Cernay-en-Dormois, Les Charmontois, Herpont et Voilemont ont également rejoint l'Argonne Champenoise à sa création.

### Liste des maires
| Période                                  | Période                      | Identité        | Étiquette | Qualité     |
| ---------------------------------------- | ---------------------------- | --------------- | --------- | ----------- |
| Les données manquantes sont à compléter. |                              |                 |           |             |
| ?                                        | 1983                         | Robert Coyon    |           |             |
| 1983                                     | 2014                         | Hubert Hannetel |           |             |
| 2014                                     | En cours (au 4 juillet 2014) | Christian Coyon |           | Agriculteur |

## Démographie
L'évolution du nombre d'habitants est connue à travers les recensements de la population effectués dans la commune depuis 1793. Pour les communes de moins de 10 000 habitants, une enquête de recensement portant sur toute la population est réalisée tous les cinq ans, les populations de référence des années intermédiaires étant quant à elles estimées par interpolation ou extrapolation. Pour la commune, le premier recensement exhaustif entrant dans le cadre du nouveau dispositif a été réalisé en 2007.

En 2022, la commune comptait 214 habitants, en évolution de −7,76 % par rapport à 2016 (Marne : −1,19 %, France hors Mayotte : +2,11 %).
| 1793 | 1800 | 1806 | 1821 | 1831 | 1836 | 1841 | 1846 | 1851 |
| ---- | ---- | ---- | ---- | ---- | ---- | ---- | ---- | ---- |
| 420  | 440  | 503  | 472  | 531  | 517  | 561  | 584  | 591  |

| 1856 | 1861 | 1866 | 1872 | 1876 | 1881 | 1886 | 1891 | 1896 |
| ---- | ---- | ---- | ---- | ---- | ---- | ---- | ---- | ---- |
| 553  | 563  | 580  | 566  | 560  | 560  | 563  | 541  | 475  |

| 1901 | 1906 | 1911 | 1921 | 1926 | 1931 | 1936 | 1946 | 1954 |
| ---- | ---- | ---- | ---- | ---- | ---- | ---- | ---- | ---- |
| 467  | 450  | 433  | 297  | 362  | 313  | 277  | 278  | 244  |

| 1962 | 1968 | 1975 | 1982 | 1990 | 1999 | 2006 | 2007 | 2012 |
| ---- | ---- | ---- | ---- | ---- | ---- | ---- | ---- | ---- |
| 257  | 238  | 214  | 194  | 202  | 187  | 205  | 208  | 241  |

| 2017 | 2022 | - | - | - | - | - | - | - |
| ---- | ---- | - | - | - | - | - | - | - |
| 219  | 214  | - | - | - | - | - | - | - |

## Culture et patrimoine

### Monuments
- L'église Saint-Rémi date de 1924. Elle est construite par les entrepreneurs rémois Audibert et Bettinas d'après les plans de l'architecte Maurice. Elle remplace l'église de 1862, édifiée par l'architecte Collin et l'entrepreneur Demerle frères, et totalement détruite lors de la Première Guerre mondiale[35]. Une statuette de saint Roch en bois du XVIe siècle et un haut-relief en bois de saint Denis des XVIe et XIXe siècles sont inscrits monument historique au titre objet en 1975[36],[37].
- La mairie actuelle est construite en 1928 par l'architecte Maurice et l'entrepreneur Noël. La précédente mairie-école, de 1849, a été détruite durant la Première Guerre mondiale[38].
- L'ancienne gare, bâtie vers 1925, est devenue une maison privée. Elle était autrefois desservie par la ligne de chemin de fer de Revigny à Vouziers[39].
- Le monument aux morts de 1914-1918[40].

### Personnalités liées à la commune
- Armand François Hennequin d'Ecquevilly (1747-1830), « seigneur du marquisat de Ville-sur-Tourbe »
- Vicomte Tirlet